# Luis Adolfo Siles Salinas

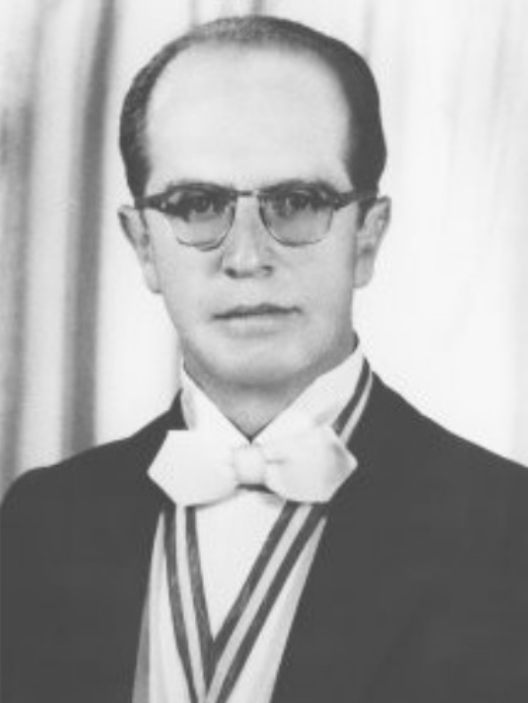
Luis Adolfo Siles Salinas

Luis Adolfo Siles Salinas (* 21. Juni 1925 in La Paz; † 19. Oktober 2005) war ein bolivianischer Rechtsanwalt, Politiker und ehemaliger Präsident Boliviens.

## Leben
Luis Adolfo Siles war vom 6. August 1966 bis zum 27. April 1969 zur Zeit der Präsidentschaft des Luftwaffengenerals René Barrientos Ortuño (1918–1969) Vizepräsident Boliviens. Beide wurden in der freien Präsidentschaftswahl vom 3. März 1966 mit 62 % der Wählerstimmen Boliviens gewählt.
Nach dem Unfalltod von Barrientos Ortuño wurde Dr. Luis Adolfo Siles Salinas der 49. Präsident Boliviens. Seine Amtszeit dauerte vom 27. April bis 26. September 1969, dann verlor er sein Amt durch einen Militärputsch. Neuer Machthaber Boliviens wurde eine dreiköpfige Militärjunta unter dem Oberbefehlshaber der Streitkräfte, General Alfredo Ovando Candia. Das neue Kabinett bestand aus linksorientierten Fachleuten und Intellektuellen.
Er war von 1978 bis 1987 Vorsitzender der Interamerikanischen Kommission für Menschenrechte, einer Menschenrechtsorganisation der Organisation Amerikanischer Staaten (Organization of American States OAS).